# Східна ліра (часопис)
«Східна ліра» («Кнар аревелян», вірм. Քնար արևելյան) — перший вірменський музичний часопис, видавався в Константинополі (нині Стамбул) у 1857–1858 роках під редакцією музикознавців А. Ованісяна і Г. Ераняна. Став першим музичним періодичним виданням з європейською системою музиної нотації в Османській імперії.
Після перерви у 1861 році вихід видання було поновлено під назвою «Вірменська ліра» («Кнар айкакан»), з ініціативи і під редакцією Г. Ераняна. У 1962 році, як результат виходу часопису, була заснована музична організація «Вірменська ліра». Цього ж року до видання часопису долучився композитор Т. Чухаджян, пізніше також Н. Ташчян.
В кожному номері публікувались уроки європейської і нової вірменської музичної нотації (рубрику вів Г. Черчян), а також національно-патріотичні пісні.